# Kes
Kes /kɛs/ – brytyjski dramat filmowy z 1969 roku w reżyserii Kena Loacha, wyprodukowany przez Tony’ego Garnetta. Ekranizacja powieści A Kestrel for a Knave (1968) Barry’ego Hinesa. Film zajmuje siódme miejsce w dziesiątce najlepszych filmów brytyjskich wszech czasów według Brytyjskiego Instytutu Filmowego.

## Fabuła
Głównym bohaterem filmu jest piętnastoletni Billy Casper. Chłopiec jest prześladowany w domu przez swojego przybranego brata Juda, a w szkole przez kolegów. Chłopiec kradnie jajka oraz mleko z wozów dostarczających nabiał. Ma trudności w nauce i często wszczyna bójki z innymi uczniami. Matka zwraca się do niego jako „beznadziejny przypadek”. Jego ojciec opuścił rodzinę.
Film pokazuje sceny ze szkoły Billa – dyrektor bije uczniów, których złapał na paleniu. Jedną z komicznych scen jest nauczyciel wychowania fizycznego, który biorąc udział w meczu piłki nożnej, wyobraża sobie siebie jako Bobby’ego Charltona.
Billy nie ma żadnych zainteresowań. Najbardziej boi się, że skończy jako górnik w kopalni węgla. Wszystko wskazuje jednak na to, że tak potoczą się jego losy do czasu, aż znajduje i decyduje się trenować pustułkę. Jego zainteresowanie sokolnictwem skłania go do kradzieży książki, ponieważ jest niepełnoletni i nie może wypożyczyć książki z biblioteki.
Podczas zacieśniania więzów pomiędzy Billem a „Kesem” – pustułką, przyszłość chłopca zaczyna wyglądać coraz lepiej. Po raz pierwszy w czasie trwania filmu, Billy zostaje pochwalony przez swojego nauczyciela angielskiego, po wygłoszeniu improwizowanej przemowy na temat jego relacji z ptakiem.
Jud zostawia pieniądze oraz instrukcje, żeby Billy mógł postawić na dwa konie. Chłopiec wydaje gotówkę na ryby oraz mięso dla swojego towarzysza, usłyszawszy, że konie mają małą szansę na wygraną. Zwierzętom udało się jednak zdobyć pierwsze miejsce, co oznacza, że Jud wygrałby ponad 10 funtów, gdyby Billy dokonał zakładu. Jud, wściekły na swojego brata, mści się na nim, zabijając jego pustułkę. Billy odnajduje ciało i chowa je w ogródku.

## Obsada
- David Bradley jako Billy Casper
- Freddie Fletcher jako Jud
- Lynne Perrie jako pani Casper
- Colin Welland jako pan Farthing
- Brian Glover jako pan Sugden
- Bob Bowes jako pan Gryce
- Bernard Atha jako pracownik biura zatrudnienia młodzieży
- Joey Kaye jako komik z pubu
- Bill Dean jako sprzedawca
- Geoffrey Banks jako nauczyciel matematyki
- Duggie Brown jako mleczarz
- Harry Markham jako dziennikarz

## Produkcja
Zarówno film, jak i książka przedstawiają niełatwe życie w górniczych obszarach Yorkshire. Zdjęcia plenerowe do filmu kręcono w hrabstwie South Yorkshire (w miejscowościach Hoyland, Tankersley, Barnsley, Lundwood i Cudworth) oraz w Leeds (West Yorkshire). Obsada używała akcentu typowego dla tamtejszych okolic.

## Odbiór filmu
Film zdobył popularność w Wielkiej Brytanii, okazał się jednak klapą finansową w Stanach Zjednoczonych. Roger Ebert powiedział, że film nie został pokazany w Chicago ze względu na trudność ze zrozumieniem akcentu używanego przez obsadę. Ebert po obejrzeniu filmu w 1973 przyznał mu najwyższą, czterogwiazdkową ocenę.
Cyfrowo zrekonstruowana wersja została wydana na DVD oraz Blu-ray przez The Criterion Collection w kwietniu 2011 roku.